# Ilhas Shortland

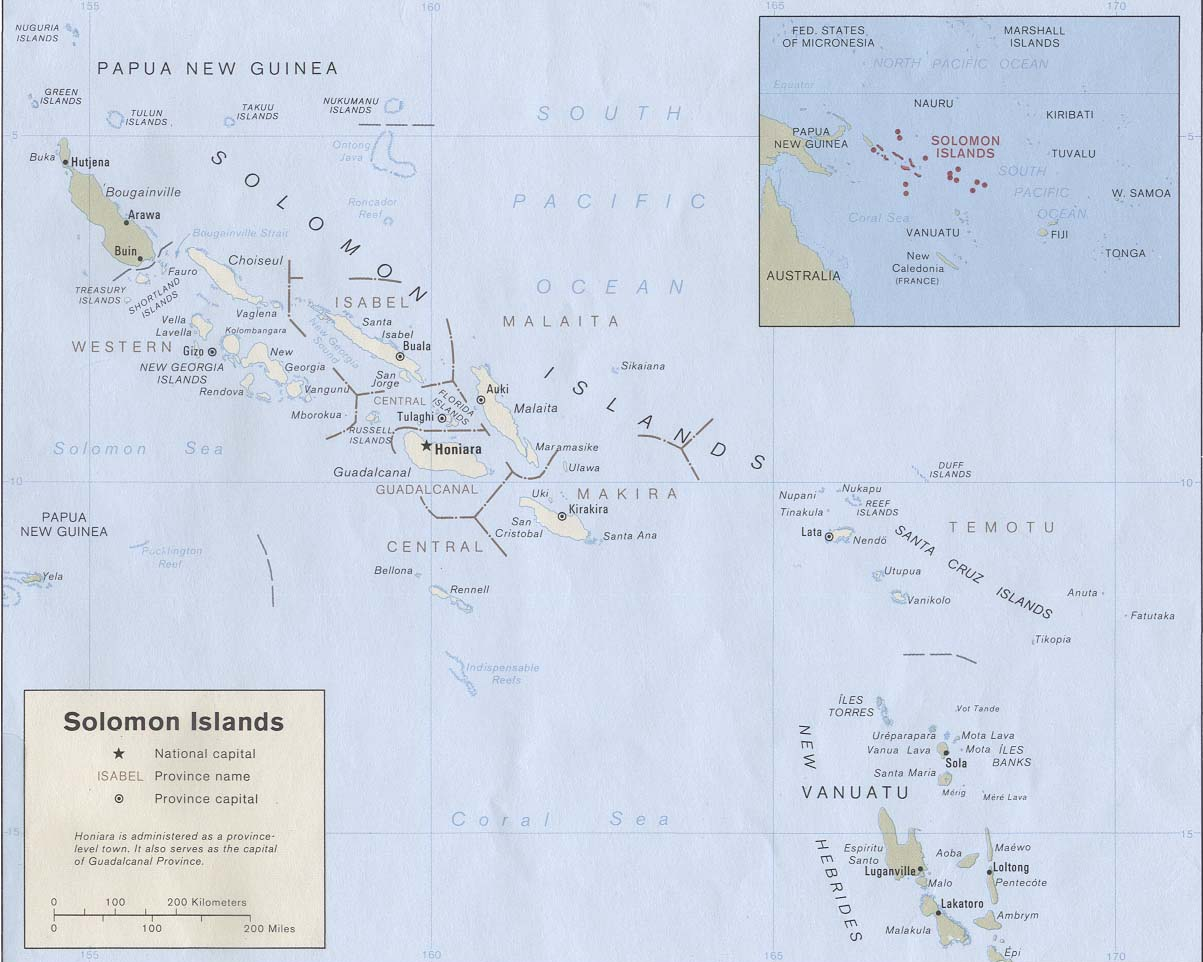
Mapa das Ilhas Salomão

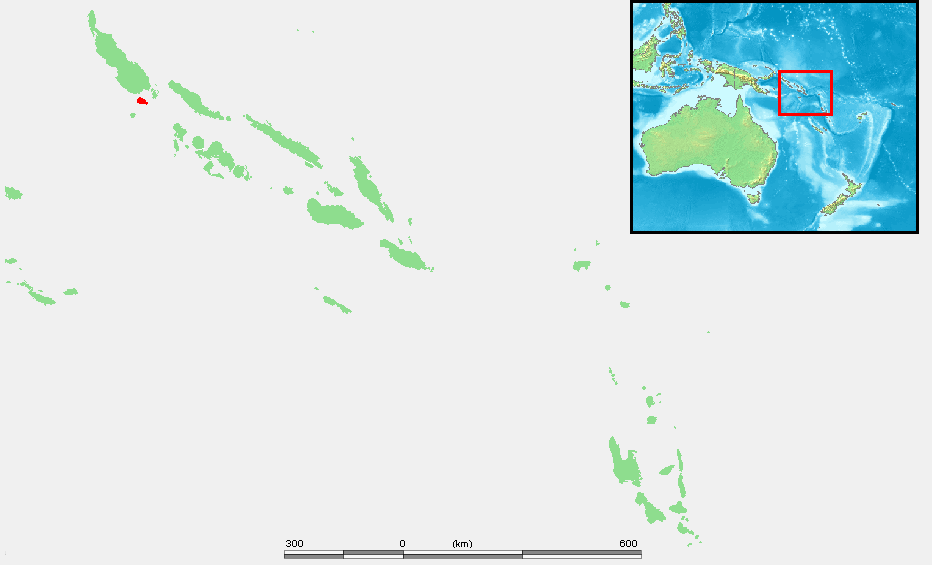
Localização das Ilhas Shortland nas Ilhas Salomão

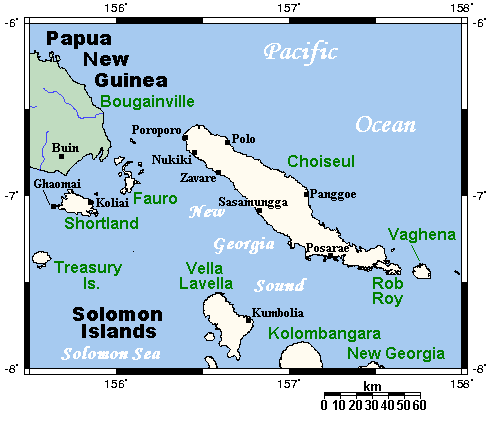
Mapa da região envolvente das Ilhas Shortland

As Ilhas Shortland são um arquipélago das Ilhas Salomão pertencentes à Província Ocidental. O seu nome é uma homenagem a John Shortland.
As ilhas situam-se no extremo noroeste do território do país, perto da ilha de Bougainville, pertencente à Papua-Nova Guiné. A maior ilha das Shortland é a Ilha Shortland (antigamente conhecida como Alu). Outras ilhas são Ovau, Pirumeri, Magusaiai, Fauro e Ballale (que foi ocupada pelos japoneses na Segunda Guerra Mundial, e é o lugar de muitos aviões abandonados na Segunda Guerra Mundial).

## Geografia
As ilhas Shortland são a "fronteira natural" entre o norte das Ilhas Salomão (em particular, as ilhas de Bougainville e Buka), que pertencem à Papua-Nova Guiné e as Ilhas Salomão meridionais, pertencentes ao estado independente das Ilhas Salomão.
As ilhas Shortland contêm mais de 100 pequenas ilhas de origem vulcânica, que formam uma cadeia de perto de 65 km de extensão. Planas na sua maioria, algumas plantadas com coqueiros, têm uma área total de 414 km2.
Nem todas as ilhas do arquipélago são habitadas. As duas maiores habitadas são Alu (Shortland) no sudoeste e Fauro no nordeste.
As Ilhas Shortland incluem as seguintes ilhas (de sudoeste para nordeste):
- Pirumeri
- Ilha Shortland (antigamente Alu)
- Illina
- Rohae
- Fauro
- Ovau
- Masamasa
- Oema

Em 1986, as ilhas eram habitadas por cerca de 3100 pessoas, a maioria melanésios.

## História
As ilhas Shortland foram descobertas e nomeadas pelo capitão da Royal Navy John Shortland em 1788. Até ao Tratado de Samoa em Berlim, de 14 de novembro de 1899, o Império Alemão reclamou as ilhas.
As ilhas Shortland foram ocupadas no início de 1942 por tropas japonesas até ao final de 1943, quando foram libertadas pelos Aliados.

## Turismo
As ilhas são visitadas de ocasionalmente por navios de cruzeiro. Um dos seus pontos turísticos principais é a ilha Pirumeri.